# Finnische Badmintonmeisterschaft 1959
Die Finnische Badmintonmeisterschaft 1959 fand in der Brobergska Samskolan in Helsinki statt. Es war die fünfte Austragung der nationalen Titelkämpfe von Finnland im Badminton.

## Titelträger
| Disziplin    | Sieger                    |
| ------------ | ------------------------- |
| Herreneinzel | Kaj Lindfors              |
| Dameneinzel  | Maritta Petrell           |
| Herrendoppel | Lars Palmén Kaj Österberg |
| Damendoppel  | nicht ausgetragen         |
| Mixed        | Harry Sarén Myra Dammert  |